# Рамонский сахарный завод
Рамонский сахарный завод — российское и советское предприятие по производству сахара в Воронежской губернии и области.
В конце XVIII — начале XIX века владельцем села Рамонь был капитан в отставке Иван Иванович Тулинов (1754—1827). В 1826 году он завещал имение своему сыну Николаю Ивановичу Тулинову (1810—1854), при котором в 1840 году был основан сахарный завод. После него во владение поместьем в 1856 году вступила его младшая сестра Анна Ивановна (была замужем за генералом Петром Романовичем Шеле). Затем поместье несколько раз переходило к разным владельцем, пока его не купила дворянка Мария Николаевна Вельяминова.
В 1878 году принцесса Евгения Максимилиановна Ольденбургская купила у Вельяминовой рамонское имение, включавшее более 3000 десятин земли и свеклосахарный завод. 
В 1880 году было снесено старое здание завода, построенное Тулиновым, и были выстроены новые заводские корпуса с высокой дымовой трубой. Производительность завода была доведена до 150—200 центнеров сахара в сутки. В 1891 году дополнительно к сахаро-песочному производству был открыт рафинадный цех, который вырабатывал сахар-рафинад. В 1895 году в селе была заложена опытно-производственная станция по выращиванию сахарной свёклы, что было обусловлено расширением свекло-сахарного производства на Рамонском сахарном заводе (в 1912 году получила статус опытно-селекционной).
В 1900 году Ольденбургские открыли в южной пристойке завода Паровую фабрику конфет и шоколада, которая была обанкрочена и остановлена в 1908 году.
Перед Первой мировой войной, в 1913 году, завод вновь был реконструирован. Последовавшие затем война, Октябрьская революция и Гражданской война принесли огромный ущерб как сельскому хозяйству, так и самому заводу, перерабатывавшему сахарную свёклу. После окончания Гражданской войны на волне патриотического подъёма в решении народно-хозяйственных задач, в Воронеж приезжал Михаил Иванович Калинин, который посетил и Рамонский сахарный завод.

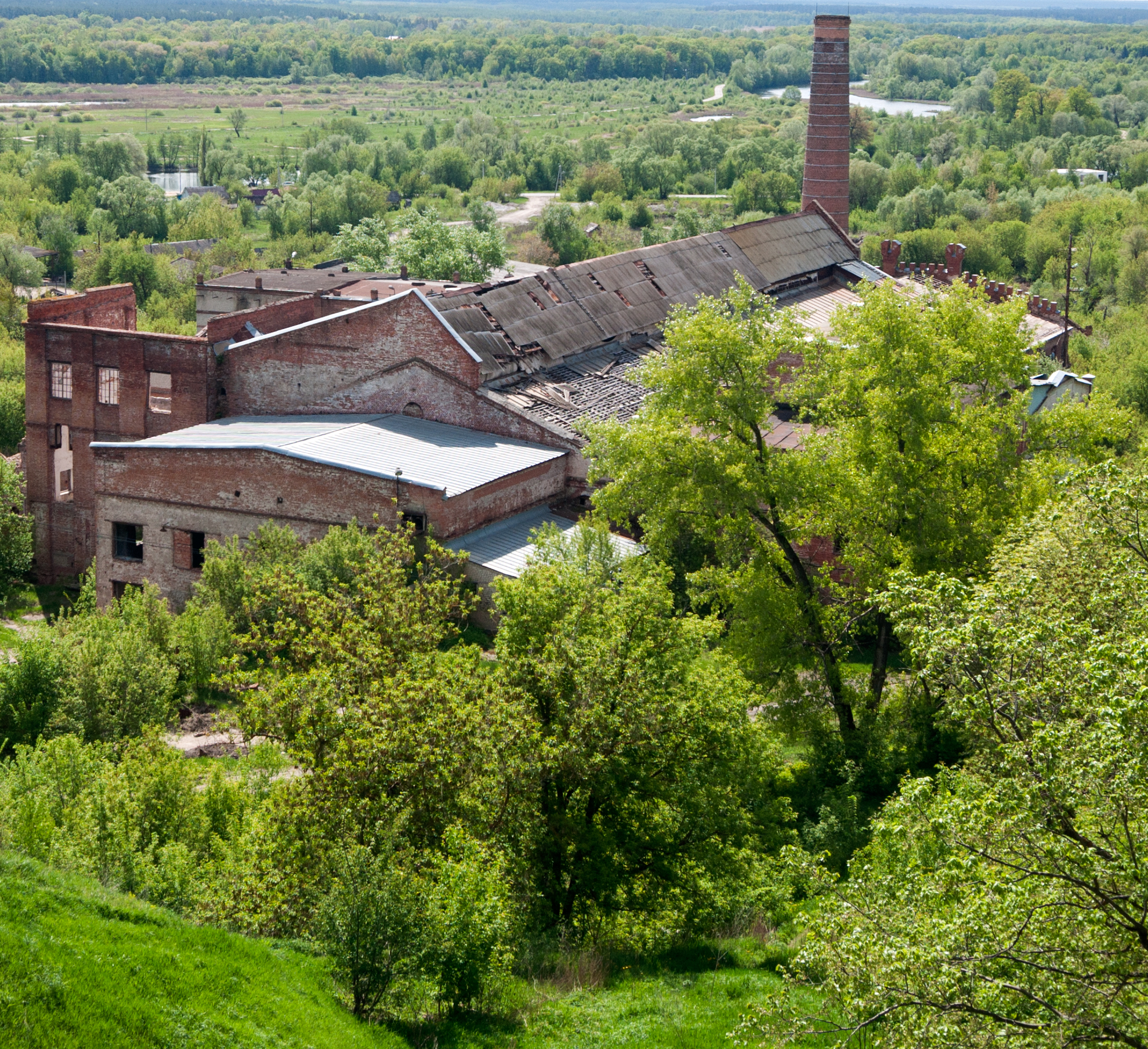
Главное здание завода, 2014 год

В последующие годы к заводу были проложены узкоколейные пути, на производстве появились паровые турбины и установлены мощные генераторы, снабжавшие электроэнергией не только завод, но также селекционную станцию и посёлок. В 1940 году, когда Рамонскому сахарному заводу исполнилось 100 лет, областная газета «Коммуна» и районная газета «За большевистский урожай» поместили обширные материалы к его юбилею. В годы Великой Отечественной войны завод был эвакуирован. Восстановление сахарного завода началось только в 1948 году и продолжалось по 1950 год, когда 5 марта заводской гудок известил о запуске предприятия. С железнодорожной станцией Рамонь его соединила узкоколейная железная дорога с мостом через реку Воронеж. В 1954 году суточная переработка свёклы была доведена до 13 тысяч центнеров, а через десять лет — до 20 тысяч центнеров.
В 1980-е годы началась очередная реконструкция фабрики. Затем, после распада СССР, в 1992 году предприятие было преобразовано в Акционерное общество открытого типа, а в 1997 году — в Открытое акционерное общество «Рамонский сахар». С 2000-х годов для фабрики начались тяжёлые времена. В 2004 году владельцем предприятия являлась компания «Продимекс», которая приняла решение не запускать производство, а просто законсервировать завод. Вскоре завод прекратил своё существование и находится по состоянию на 2020-е годы в полуразрушенном состоянии.
6 зданий 1880—1900 годов постройки являются объектами культурного наследия Российской Федерации регионального значения и входят в комплекс дворца Ольденбургских.